# Katiorple
Katiorple est une localité au nord de la Côte d'Ivoire dans la région du Poro. La localité de Katiorple est dans la sous-préfecture de Guiembé, rattachée au département de Korhogo. 